# Alternativer Risikotransfer
Alternativer Risikotransfer (Abkürzung ART; englisch alternative risk transfer) ist im Versicherungswesen die Übernahme von Risiken durch nicht traditionelle Deckungen der Risikoträger (Erstversicherer oder Rückversicherer). Im Finanzwesen handelt es sich um einen Risikotransfer, der nicht auf dem Versicherungsmarkt, sondern auf dem Kapitalmarkt vorgenommen wird.

## Allgemeines
Ein klassisches Risiko (wie beispielsweise das Schadensereignis eines Verkehrsunfalls) wird im Regelfall durch Versicherer (hier: Kfz-Haftpflichtversicherung) in Deckung genommen. Dies geschieht auf dem Versicherungsmarkt, auf dem die Risikoträger als Versicherungsnehmer das Risiko auf die Versicherer durch Risikotransfer gegen Zahlung einer Versicherungsprämie übertragen und die Versicherer im Versicherungsfall eine Schadensregulierung vornehmen. Das ist beim alternativen Risikotransfer nicht der Fall.
Der alternative Risikotransfer ist eine der drei Arten der Rückversicherung neben der Finanzrückversicherung (Bilanzschutzdeckungen) und der „klassischen“ Rückversicherung (zum Beispiel XL, Quota Share etc.).

## Inhalt
Es handelt sich beim alternativen Risikotransfer um eine moderne Terminologie, deren Sachverhalte und Geschäfte noch nicht abschließend geklärt sind. Dabei meint „alternativ“ entweder den Risikoüberträger (jedes Wirtschaftssubjekt oder Erstversicherer und Rückversicherer) oder den Risikoübernehmer (Versicherer, Kapitalmarktteilnehmer oder Investor) oder die rechtliche oder tatsächliche Ausgestaltung des Vertragstyps, der eben kein Versicherungsvertrag im üblichen Sinne ist. Es handelt sich stets um einen Risikotransfer, der nicht durch die klassische (Rück-)Versicherung vorgenommen wird. Ob es sich im Einzelfall um eine Versicherung handelt oder Versicherbarkeit überhaupt möglich ist, muss stets geprüft werden. Die alternativen Risikotransfers unterliegen oft nicht der Versicherungsaufsicht, so dass ein geringerer Verbraucherschutz vorhanden ist.
Alternativer Risikotransfer umfasst im engeren Sinne den Risikotransfer auf dem Kapitalmarkt anstatt auf den Versicherungsmarkt. Im weiteren Sinne gehören auch All Risks-Deckungen und die Versicherung durch Eigenversicherer dazu.

## Arten
Es gibt dabei drei grundlegende Formen des alternativen Risikotransfers:
- Eigenversicherer (englisch Captives): Dies sind firmeneigene Versicherer in Form von Tochtergesellschaften, die nur gegründet wurden, um firmeneigene Risiken zu tragen. Eigenversicherer können direkt an die Rückversicherer herantreten, um sich Rückversicherungsschutz zu holen.
- Finale Risiko-Lösungen (englisch Finite Risk Solutions):[5] Dies sind bankähnliche Finanzprodukte, die den Schutz durch herkömmliche („klassische“) Rückversicherung oder Finanzrückversicherung ersetzen. :Hierbei handelt es sich meist um Vertragsgestaltungen, die Ansparverträgen relativ ähnlich sind. Für die Abgrenzung der Rückversicherung vom Bankgeschäft wird folgende Faustregel verwendet: Die Wahrscheinlichkeit eines Schadens in Höhe von 10 % der Versicherungssumme muss 10 % betragen.
- Risikoverbriefungen (englisch insurance linked securities): Dies sind kapitalmarktfähige Verbriefungen von Risiken. Die Rückversicherer agieren hier zumeist als Vertragspartner (englisch Fronter) von bestimmten Risiken auf dem Kapitalmarkt bzw. kaufen sich darüber Retrozessionsdeckung ein.

Als alternativer Risikotransfer kommen bedingtes Kapital, Katastrophenanleihen sowie versicherungstechnische Forwards, Futures, Optionen, Swaps und Wetterderivate in Frage.